# Graf dual

El graf G és dual del G ', i viceversa

A teoria de grafs, un graf dual (G) d'un graf planar G és un graf que té un vèrtex per a cada regió de G, i una aresta per cada aresta en G unint a dues regions veïnes.

## Propietats

G i G "són duals de G, però no isomorfs

- Si G és el graf dual d'un graf planar G, llavors G' també és un graf planar (que pot tenir bucles i arestes múltiples).
- Si G és el graf dual d'un graf planar G, llavors el graf dual de G' és G .
- Si G és un graf planar, llavors pot ser que no existeixi un únic graf dual per G, en el sentit que G pot tenir grafs duals no-isomorfs, depenent de la distribució particular dels plans. A la figura, G 'i G "no són isomorfs perquè G' té un node amb grau 6 (la regió exterior) que G" no té (vegeu diagrama).

## Graf autodual
Un graf autodual és aquell que és isomorf al seu dual. Té les següents propietats:
Siguin dos grafs planars G = (V, E) i G '= (V', E '), els conjunts de regions són R i R', respectivament, aleshores:
- |E '|=|E|
- |V '|=|R|
- |R '|=|V|